# Cristian Pulhac
Corneliu Cristian Pulhac (Iași, Rumania, 17 de agosto de 1984) es un futbolista rumano. Juega como defensa lateral izquierdo en el Dinamo de Bucarest de la Liga I.

## Trayectoria
Pulhac se inició en las categorías inferiores del Politehnica Iași. Desde 1999 a 2002 jugó en la cantera del Sporting Pitești. De ahí dio el salto en 2002 hacia el Dinamo de Bucarest donde se convirtió con el tiempo en el lateral izquierdo titular tras dos cesiones, la primera al filial Poiana Câmpina y la segunda al Sportul Studenţesc.
En las últimas temporadas el jugador rumano venía sonando en los mercados de fichajes como posible incorporación de equipos de diferentes ligas europeas, si bien, es en agosto de 2010 cuando se confirma su fichaje por el Hércules como refuerzo del equipo alicantino en su retorno a la máxima categoría del fútbol español. Cristi Pulhac firmó un contrato con el equipo herculano en calidad de cedido por una temporada con una opción de compra del Hércules por tres más.
Tras un año cedido en el equipo alicantino, Pulhac regresa al Dinamo de Bucarest.

## Selección nacional
Ha sido desde 2003 a 2006 internacional sub-21 con Rumania (6 partidos, 1 gol). Ha jugado hasta la fecha un total de tres partidos internacionales con la selección absoluta de su país. El 27 de mayo de 2006 debutó con Rumania en el Soldier Field de Chicago en un encuentro amistoso contra Irlanda del Norte (victoria rumana 2-0). En 2007 disputó un encuentro contra Moldavia y en 2008 contra Letonia.

## Clubes
| Club                    | País    | Periodo       | Partidos | Goles |
| ----------------------- | ------- | ------------- | -------- | ----- |
| Dinamo de Bucarest      | Rumania | 2001-2010     | 170      | 4     |
| Hércules C. F. (cesión) | España  | 2010-2011     | 9        | 0     |
| Dinamo de Bucarest      | Rumania | 2011-presente |          |       |